# 鹿児島県小学校一覧
鹿児島県小学校一覧（かごしまけんしょうがっこういちらん）は、鹿児島県の小学校および義務教育学校（前期課程）の一覧。
| 総数                         | 521校・3分校       |
| 国立                         | 1校                |
| 公立                         | 506校・2分校       |
| 私立                         | 3校                |
| 教育委員会所在地             | 〒890-8577         |
| 鹿児島県鹿児島市鴨池新町10-1 |                    |
| 公式サイト                   | 鹿児島県教育委員会 |

## 国立小学校
- 鹿児島大学教育学部附属小学校

## 公立小学校

### 鹿児島市
- 鹿児島市立荒田小学校
- 鹿児島市立伊敷小学校
- 鹿児島市立伊敷台小学校
- 鹿児島市立石谷小学校
- 鹿児島市立犬迫小学校
- 鹿児島市立宇宿小学校
- 鹿児島市立桜洲小学校
- 鹿児島市立鴨池小学校
- 鹿児島市立川上小学校
- 鹿児島市立錦江台小学校
- 鹿児島市立黒神小学校
- 鹿児島市立花野小学校
- 鹿児島市立皇徳寺小学校
- 鹿児島市立向陽小学校
- 鹿児島市立郡山小学校
- 鹿児島市立小山田小学校
- 鹿児島市立喜入小学校
- 鹿児島市立坂元小学校
- 鹿児島市立坂元台小学校
- 鹿児島市立桜丘西小学校
- 鹿児島市立桜丘東小学校
- 鹿児島市立桜峰小学校
- 鹿児島市立清水小学校
- 鹿児島市立城南小学校
- 鹿児島市立錫山小学校
- 鹿児島市立西陵小学校
- 鹿児島市立清和小学校
- 鹿児島市立瀬々串小学校
- 鹿児島市立草牟田小学校
- 鹿児島市立田上小学校
- 鹿児島市立武小学校
- 鹿児島市立武岡小学校
- 鹿児島市立武岡台小学校
- 鹿児島市立谷山小学校
- 鹿児島市立玉江小学校
- 鹿児島市立大明丘小学校
- 鹿児島市立大龍小学校
- 鹿児島市立東昌小学校
- 鹿児島市立中山小学校
- 鹿児島市立中郡小学校
- 鹿児島市立中洲小学校
- 鹿児島市立中名小学校
- 鹿児島市立西伊敷小学校
- 鹿児島市立西谷山小学校
- 鹿児島市立西田小学校
- 鹿児島市立西紫原小学校
- 鹿児島市立生見小学校
- 鹿児島市立花尾小学校
- 鹿児島市立春山小学校
- 鹿児島市立原良小学校
- 鹿児島市立東桜島小学校
- 鹿児島市立東谷山小学校
- 鹿児島市立一倉小学校
- 鹿児島市立平川小学校
- 鹿児島市立広木小学校
- 鹿児島市立福平小学校
- 鹿児島市立星峯西小学校
- 鹿児島市立星峯東小学校
- 鹿児島市立本城小学校
- 鹿児島市立本名小学校
- 鹿児島市立前之浜小学校
- 鹿児島市立松原小学校
- 鹿児島市立松元小学校
- 鹿児島市立南小学校
- 鹿児島市立南方小学校
- 鹿児島市立宮小学校
- 鹿児島市立牟礼岡小学校
- 鹿児島市立皆与志小学校
- 鹿児島市立宮川小学校
- 鹿児島市立紫原小学校
- 鹿児島市立名山小学校
- 鹿児島市立明和小学校
- 鹿児島市立八幡小学校
- 鹿児島市立山下小学校
- 鹿児島市立吉野小学校
- 鹿児島市立吉野東小学校
- 鹿児島市立吉田小学校
- 鹿児島市立和田小学校

### 鹿屋市
- 鹿屋市立鹿屋小学校
- 鹿屋市立祓川小学校
- 鹿屋市立東原小学校
- 鹿屋市立笠野原小学校
- 鹿屋市立寿小学校
- 鹿屋市立寿北小学校
- 鹿屋市立田崎小学校
- 鹿屋市立西原小学校
- 鹿屋市立西原台小学校
- 鹿屋市立花岡小学校
- 鹿屋市立野里小学校
- 鹿屋市立大姶良小学校
- 鹿屋市立南小学校
- 鹿屋市立西俣小学校
- 鹿屋市立高隈小学校
- 鹿屋市立大黒小学校
- 鹿屋市立串良小学校
- 鹿屋市立細山田小学校
- 鹿屋市立上小原小学校
- 鹿屋市立輝北小学校
- 鹿屋市立吾平小学校
- 鹿屋市立鶴峰小学校（2026年度閉校予定）
- 鹿屋市立下名小学校

### 枕崎市
- 枕崎市立枕崎小学校
- 枕崎市立桜山小学校
- 枕崎市立別府小学校
- 枕崎市立立神小学校

### 阿久根市
- 阿久根市立阿久根小学校
- 阿久根市立大川小学校
- 阿久根市立西目小学校
- 阿久根市立山下小学校
- 阿久根市立鶴川内小学校
- 阿久根市立田代小学校（2022年度より休校中）
- 阿久根市立折多小学校
- 阿久根市立尾崎小学校
- 阿久根市立脇本小学校

### 出水市
- 出水市立出水小学校
- 出水市立西出水小学校
- 出水市立東出水小学校
- 出水市立切通小学校
- 出水市立米ノ津小学校
- 出水市立米ノ津東小学校
- 出水市立蕨島小学校
- 出水市立大川内小学校
- 出水市立上場小学校
- 出水市立高尾野小学校
- 出水市立下水流小学校
- 出水市立江内小学校
- 出水市立野田小学校
- 出水市立鶴荘学園[1]

### 指宿市
- 指宿市立指宿小学校
- 指宿市立魚見小学校
- 指宿市立柳田小学校
- 指宿市立丹波小学校
- 指宿市立今和泉小学校
- 指宿市立池田小学校
- 指宿市立山川小学校
- 指宿市立開聞小学校
- 指宿市立川尻小学校

### 西之表市
- 西之表市立榕城小学校
- 西之表市立上西小学校
- 西之表市立下西小学校
- 西之表市立国上小学校
- 西之表市立伊関小学校
- 西之表市立安納小学校
- 西之表市立現和小学校
- 西之表市立安城小学校
- 西之表市立立山小学校
- 西之表市立古田小学校
- 西之表市立住吉小学校

### 垂水市
- 垂水市立新城小学校
- 垂水市立垂水小学校
- 垂水市立水之上小学校
- 垂水市立柊原小学校
- 垂水市立協和小学校
- 垂水市立牛根小学校
- 垂水市立松ケ崎小学校
- 垂水市立境小学校（2022年度より休校中）

### 薩摩川内市
- 薩摩川内市立亀山小学校
- 薩摩川内市立可愛小学校
- 薩摩川内市立川内小学校
- 薩摩川内市立隈之城小学校
- 薩摩川内市立平佐西小学校
- 薩摩川内市立平佐東小学校
- 薩摩川内市立水引小学校
- 薩摩川内市立永利小学校
- 薩摩川内市立峰山小学校
- 薩摩川内市立八幡小学校
- 薩摩川内市立育英小学校
- 薩摩川内市立高来小学校
- 薩摩川内市立城上小学校
- 薩摩川内市立樋脇小学校
- 薩摩川内市立市比野小学校
- 薩摩川内市立入来小学校
- 薩摩川内市立副田小学校
- 薩摩川内市立祁答院小学校
- 薩摩川内市立里小学校
- 薩摩川内市立中津小学校
- 薩摩川内市立手打小学校
- 薩摩川内市立長浜小学校
- 薩摩川内市立鹿島小学校
- 薩摩川内市立東郷学園義務教育学校[1]

### 日置市
- 日置市立鶴丸小学校
- 日置市立伊作田小学校
- 日置市立湯田小学校
- 日置市立上市来小学校
- 日置市立美山小学校
- 日置市立伊集院小学校
- 日置市立飯牟礼小学校
- 日置市立土橋小学校
- 日置市立伊集院北小学校
- 日置市立妙円寺小学校
- 日置市立日吉学園
- 日置市立永吉小学校
- 日置市立伊作小学校
- 日置市立花田小学校
- 日置市立和田小学校

### 曽於市
- 曽於市立岩川小学校
- 曽於市立笠木小学校
- 曽於市立大隅北小学校
- 曽於市立菅牟田小学校
- 曽於市立恒吉小学校
- 曽於市立月野小学校
- 曽於市立財部小学校
- 曽於市立財部南小学校
- 曽於市立中谷小学校
- 曽於市立末吉小学校
- 曽於市立檍小学校
- 曽於市立深川小学校
- 曽於市立諏訪小学校
- 曽於市立岩北小学校
- 曽於市立岩南小学校
- 曽於市立光神小学校
- 曽於市立柳迫小学校

### 霧島市
- 霧島市立国分小学校
- 霧島市立国分北小学校
- 霧島市立国分南小学校
- 霧島市立国分西小学校
- 霧島市立青葉小学校
- 霧島市立向花小学校
- 霧島市立川原小学校
- 霧島市立平山小学校
- 霧島市立塚脇小学校
- 霧島市立上小川小学校
- 霧島市立富隈小学校
- 霧島市立宮内小学校
- 霧島市立日当山小学校
- 霧島市立小野小学校
- 霧島市立小浜小学校
- 霧島市立中福良小学校
- 霧島市立霧島小学校
- 霧島市立大田小学校
- 霧島市立永水小学校
- 霧島市立福山小学校（2025年度より休校中）
- 霧島市立牧之原小学校
- 霧島市立溝辺小学校
- 霧島市立陵南小学校
- 霧島市立竹子小学校
- 霧島市立牧園小学校
- 霧島市立中津川小学校
- 霧島市立万膳小学校
- 霧島市立持松小学校
- 霧島市立高千穂小学校
- 霧島市立三体小学校（2025年度より休校中）
- 霧島市立横川小学校
- 霧島市立安良小学校
- 霧島市立佐々木小学校
- 霧島市立木原小学校
- 霧島市立天降川小学校

### いちき串木野市
- いちき串木野市立旭小学校
- いちき串木野市立荒川小学校
- いちき串木野市立市来小学校
- いちき串木野市立川上小学校
- いちき串木野市立串木野小学校
- いちき串木野市立生福小学校
- いちき串木野市立照島小学校
- いちき串木野市立羽島小学校

### 南さつま市
- 南さつま市立加世田小学校
- 南さつま市立川畑小学校
- 南さつま市立小湊小学校
- 南さつま市立万世小学校
- 南さつま市立益山小学校
- 南さつま市立大浦小学校
- 南さつま市立笠沙小学校
- 南さつま市立金峰学園[1]
- 南さつま市立坊津学園[1]

### 志布志市
- 志布志市立松山小学校
- 志布志市立泰野小学校
- 志布志市立尾野見小学校
- 志布志市立志布志小学校
- 志布志市立香月小学校
- 志布志市立潤ケ野小学校
- 志布志市立安楽小学校
- 志布志市立田之浦小学校
- 志布志市立森山小学校
- 志布志市立伊﨑田小学校
- 志布志市立蓬原小学校
- 志布志市立野神小学校
- 志布志市立有明小学校
- 志布志市立通山小学校
- 志布志市立原田小学校
- 志布志市立山重小学校

### 奄美市
- 奄美市立名瀬小学校
- 奄美市立奄美小学校
- 奄美市立伊津部小学校
- 奄美市立朝日小学校
- 奄美市立小宿小学校
- 奄美市立知根小学校
- 奄美市立小湊小学校
- 奄美市立大川小学校
- 奄美市立芦花部小学校
- 奄美市立崎原小学校
- 奄美市立住用小学校
- 奄美市立東城小学校
- 奄美市立市小学校
- 奄美市立赤木名小学校
- 奄美市立笠利小学校
- 奄美市立節田小学校
- 奄美市立緑が丘小学校
- 奄美市立宇宿小学校
- 奄美市立手花部小学校
- 奄美市立屋仁小学校
- 奄美市立佐仁小学校

### 南九州市
- 南九州市立頴娃小学校
- 南九州市立宮脇小学校
- 南九州市立粟ヶ窪小学校
- 南九州市立九玉小学校
- 南九州市立別府小学校
- 南九州市立青戸小学校
- 南九州市立知覧小学校
- 南九州市立中福良小学校
- 南九州市立浮辺小学校
- 南九州市立霜出小学校
- 南九州市立松山小学校
- 南九州市立川辺小学校
- 南九州市立高田小学校
- 南九州市立田代小学校
- 南九州市立清水小学校
- 南九州市立勝目小学校
- 南九州市立大丸小学校

### 伊佐市
- 伊佐市立山野小学校
- 伊佐市立牛尾小学校
- 伊佐市立大口小学校
- 伊佐市立大口東小学校
- 伊佐市立羽月小学校
- 伊佐市立羽月西小学校
- 伊佐市立曾木小学校
- 伊佐市立針持小学校
- 伊佐市立平出水小学校
- 伊佐市立菱刈小学校
- 伊佐市立本城小学校
- 伊佐市立南永小学校
- 伊佐市立田中小学校
- 伊佐市立湯之尾小学校

### 姶良市
- 姶良市立柁城小学校
- 姶良市立錦江小学校
- 姶良市立竜門小学校
- 姶良市立永原小学校
- 姶良市立加治木小学校
- 姶良市立帖佐小学校
- 姶良市立建昌小学校
- 姶良市立三船小学校
- 姶良市立重富小学校
- 姶良市立山田小学校
- 姶良市立北山小学校
- 姶良市立姶良小学校
- 姶良市立西姶良小学校
- 姶良市立蒲生小学校
- 姶良市立漆小学校
- 姶良市立西浦小学校
- 姶良市立大山小学校
- 姶良市立松原なぎさ小学校

### 鹿児島郡

#### 三島村
- 三島村立三島硫黄島学園[1]
- 三島村立三島竹島学園[1]
- 三島村立三島大里学園[1]
- 三島村立三島片泊学園[1]

#### 十島村
- 十島村立平島学園
- 十島村立諏訪之瀬島学園
- 十島村立宝島学園
- 十島村立小宝島学園
- 十島村立悪石島学園
- 十島村立中之島学園
- 十島村立口之島学園

### 薩摩郡

#### さつま町
- さつま町立山崎小学校
- さつま町立盈進小学校
- さつま町立佐志小学校
- さつま町立鶴田小学校
- さつま町立柏原小学校
- さつま町立薩摩小学校

### 出水郡

#### 長島町
- 長島町立鷹巣小学校
- 長島町立川床小学校
- 長島町立伊唐小学校
- 長島町立獅子島小学校
- 長島町立城川内小学校
- 長島町立平尾小学校
- 長島町立蔵之元小学校

### 姶良郡

#### 湧水町
- 湧水町立栗野小学校
- 湧水町立轟小学校
- 湧水町立幸田小学校
- 湧水町立上場小学校
- 湧水町立吉松小学校

### 曽於郡

#### 大崎町
- 大崎町立大崎小学校
- 大崎町立菱田小学校
- 大崎町立中沖小学校
- 大崎町立持留小学校
- 大崎町立大丸小学校
- 大崎町立野方小学校

### 肝属郡

#### 東串良町
- 東串良町立池之原小学校
- 東串良町立柏原小学校

#### 肝付町
- 肝付町立内之浦小学校
- 肝付町立岸良学園
- 肝付町立高山小学校
- 肝付町立波野小学校
- 肝付町立国見小学校
- 肝付町立宮富小学校

#### 錦江町
- 錦江町立大根占小学校
- 錦江町立神川小学校
- 錦江町立田代小学校

#### 南大隅町
- 南大隅町立神山小学校
- 南大隅町立佐多小学校

### 熊毛郡

#### 中種子町
- 中種子町立野間小学校
- 中種子町立増田小学校
- 中種子町立星原小学校
- 中種子町立納官小学校
- 中種子町立油久小学校
- 中種子町立南界小学校
- 中種子町立岩岡小学校

#### 南種子町
- 南種子町立中平小学校
- 南種子町立茎南小学校
- 南種子町立西野小学校
- 南種子町立大川小学校
- 南種子町立島間小学校
- 南種子町立平山小学校
- 南種子町立花峰小学校
- 南種子町立長谷小学校

#### 屋久島町
- 屋久島町立宮浦小学校
- 屋久島町立一湊小学校
- 屋久島町立永田小学校
- 屋久島町立金岳小学校
- 屋久島町立小瀬田小学校
- 屋久島町立栗生小学校
- 屋久島町立八幡小学校
- 屋久島町立神山小学校
- 屋久島町立安房小学校

### 大島郡

#### 大和村
- 大和村立大和小学校
  - 大和村立大和小学校湯湾釜分校
- 大和村立大棚小学校
- 大和村立名音小学校
- 大和村立今里小学校

#### 宇検村
- 宇検村立田検小学校
- 宇検村立久志小学校
- 宇検村立名柄小学校
- 宇検村立阿室小学校

#### 瀬戸内町
- 瀬戸内町立池池小学校（2025年度より休校中）
- 瀬戸内町立篠川小学校
- 瀬戸内町立薩川小学校
- 瀬戸内町立西阿室小学校
- 瀬戸内町立諸鈍小学校
- 瀬戸内町立伊子茂小学校
- 瀬戸内町立与路小学校
- 瀬戸内町立古仁屋小学校
- 瀬戸内町立阿木名小学校
- 瀬戸内町立油井小学校
- 瀬戸内町立嘉鉄小学校

#### 龍郷町
- 龍郷町立龍瀬小学校
- 龍郷町立赤徳小学校
- 龍郷町立龍郷小学校
- 龍郷町立戸口小学校
- 龍郷町立大勝小学校
- 龍郷町立円小学校
- 龍郷町立秋名小学校

#### 喜界町
- 喜界町立喜界小学校
- 喜界町立早町小学校

#### 徳之島町
- 徳之島町立亀津小学校
- 徳之島町立神之嶺小学校
- 徳之島町立尾母小学校
- 徳之島町立亀徳小学校
- 徳之島町立花徳小学校
- 徳之島町立母間小学校
- 徳之島町立山小学校
- 徳之島町立手々小学校

#### 天城町
- 天城町立天城小学校
- 天城町立岡前小学校
  - 天城町立岡前小学校与名間分校
- 天城町立兼久小学校
- 天城町立西阿木名小学校
  - 天城町立西阿木名小学校三京分校

#### 伊仙町
- 伊仙町立伊仙小学校
- 伊仙町立面縄小学校
- 伊仙町立犬田布小学校
- 伊仙町立鹿浦小学校
- 伊仙町立馬根小学校
- 伊仙町立糸木名小学校
- 伊仙町立喜念小学校
- 伊仙町立阿権小学校

#### 和泊町
- 和泊町立和泊小学校
- 和泊町立大城小学校
- 和泊町立内城小学校
- 和泊町立国頭小学校

#### 知名町
- 知名町立知名小学校
- 知名町立住吉小学校
- 知名町立田皆小学校
- 知名町立上城小学校
- 知名町立下平川小学校

#### 与論町
- 与論町立与論小学校
- 与論町立茶花小学校
- 与論町立那間小学校

## 私立小学校
- 池田学園池田小学校
- 神村学園初等部
- 鹿児島三育小学校